# Helsingborgs Maria församling
Helsingborgs Maria församling är en församling i Helsingborgs kontrakt i Lunds stift. Församlingen ligger i Helsingborgs kommun i Skåne län och ingår i Helsingborgs pastorat.
Församlingen omfattar de norra delarna av Helsingborg.

## Historik
Församlingens historia går tillbaka till den första kyrkan som uppfördes på strandterrassen nedanför den dåvarande staden, som var belägen vid slottet på landborgsterrassen ovanför. Kyrkan var en mindre strandkyrka som tillägnades jungfru Maria och kallades Sankta Maria kyrka eller Vårfrukyrkan (Vor Frue kirke). Namnet på församlingen var därför tidigt Maria församling eller Vårfru församling för att därefter till 1902 vara Helsingborgs stadsförsamling och därefter till 1919 Hälsingborgs stadsförsamling. Sankta Maria kyrka var under medeltiden en av stadens fyra sockenkyrkor tillsammans med de äldre kyrkorna Sankt Clemens, Sankt Olai och Sankt Petri, belägna på landborgen. I takt med att allt större delar av staden flyttades ner på strandterrassen ökade behovet för en utbyggnad av kyrkan, vilket skedde på 1400-talet.
År 1536 genomfördes reformationen till fullo i Danmark, vilket följde med sig att de tre mindre kyrkorna på landborgen revs och Mariakyrkan blev stadens enda församlingskyrka. De två övriga församlingarna, Sankt Peters församling och Sankt Clemens församlingar, införlivades stadsförsamlingen. Enligt medeltida sed tillhörde även befolkningen i bygden utanför staden någon av stadsförsamlingarna och detta fortsatte även efter reformationen. Genom detta blev Mariakyrkan församlingskyrka åt både Helsingborgs stadsförsamling och Helsingborgs landsförsamling. Dess område sträckte sig till de omgivande församlingarna Allerum, Fleninge, Kropp, Välluv, Bårslöv och Raus. Under 1600-talet var församlingarna i Kvistofta och Glumslöv annexförsamlingar till Helsingborgs stadsförsamling och 1683 slogs deras kyrkoherdebefattningar ihop. Dessa församlingar innehades mellan 1692 och 1698 som prebende av kyrkoherden i Helsingborg. Den 1 maj 1698 utfördes ett byte som innebar att Välluvs och Raus församlingar bildade annex till Helsingborg, något som bestod fram till 1858.
Den 26 september 1873 fick Helsingborgs socken slutligen en fristående status med namnet Helsingborgs landsförsamling, men Helsingborgs tillväxt under 1800-talets slut och 1900-talets början ledde till att stadens stads- och landsförsamlingar åter slogs ihop år 1919 och bildade Hälsingborgs församling. Snart därefter uppstod behovet för ännu en församling i staden, vilket gjorde att Helsingborgs församling år 1927 delades upp i Hälsingborgs Maria församling och Hälsingborg Gustav Adolfs församling, benämnda efter deras respektive kyrkor. Församlingen namnändrades till Helsingborgs Maria församling 1971. Sin nuvarande utbredning fick Maria församling år 1977, då Filborna församling avskildes.
Församlingen utgjorde till 1 maj 1698 ett eget pastorat för att därefter till 1 maj 1858 vara moderförsamling i pastoratet Helsingborgs stadsförsamling, Välluv och Raus. Från 1 maj 1858 till 1918 fanns pastoratet Helsingborgs stadsförsamling och Helsingborgs landsförsamling. Från 1919 utgjorde församlingen ett eget pastorat för att mellan 1 januari och 1 maj 1927 vara moderförsamling i pastoratet Helsingborgs Maria och Helsingborgs Gustav Adolf. Från 1 maj 1927 till 2014 utgjorde församlingen ett eget pastorat. Från 2014 ingår församlingen i Helsingborgs pastorat.

## Kyrkobyggnader

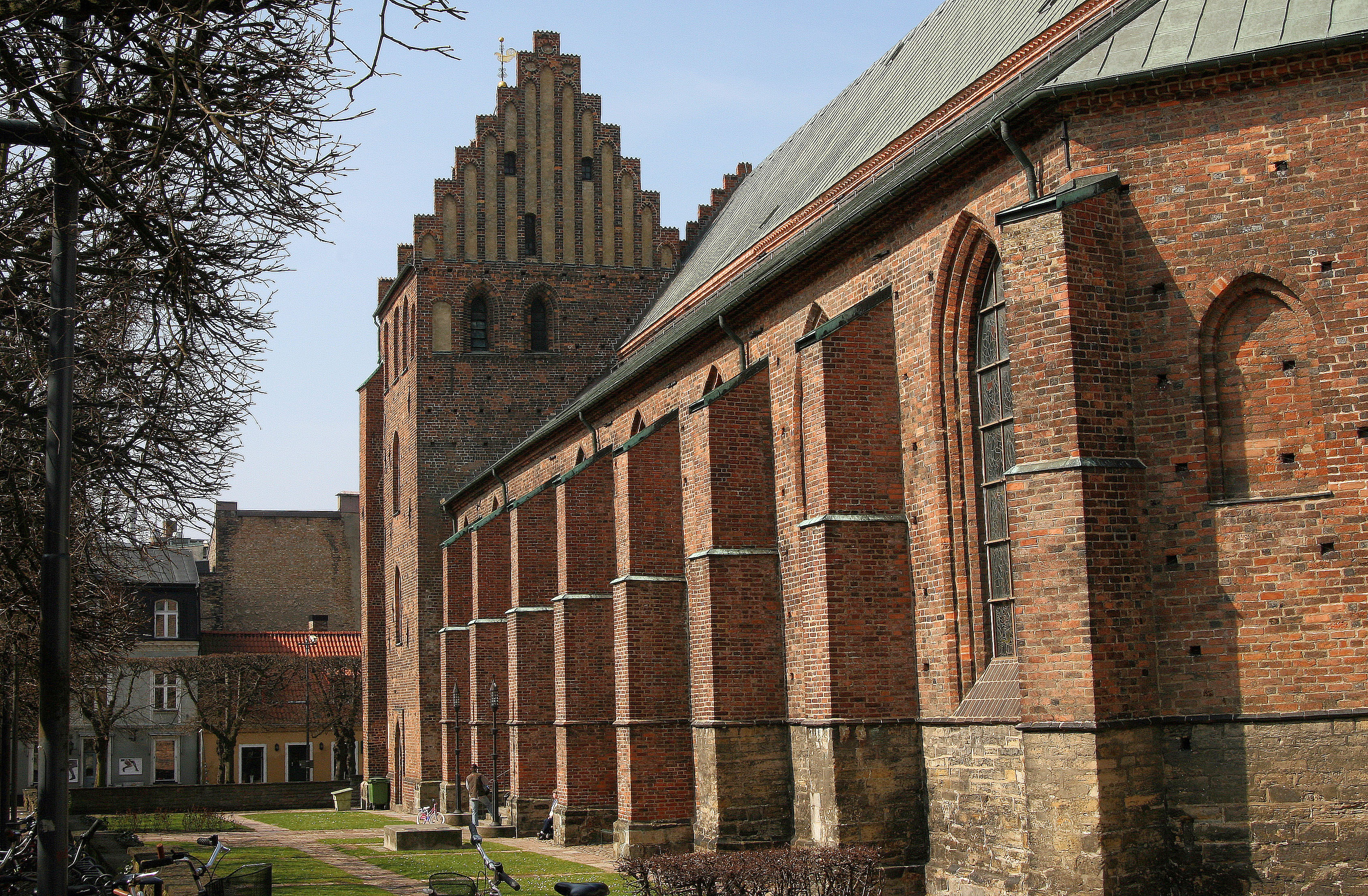
Sankta Maria kyrka
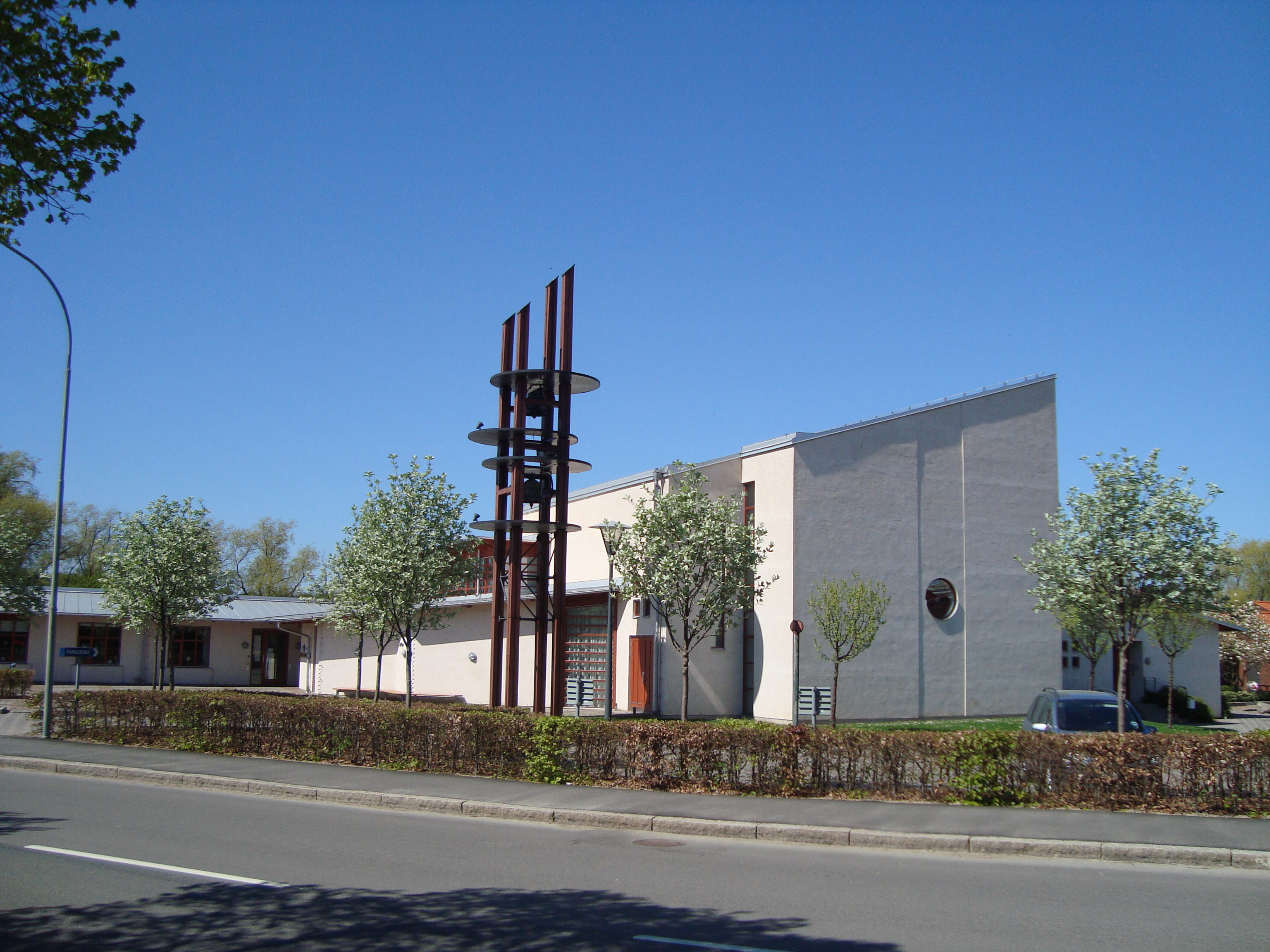
Sankta Anna kyrka
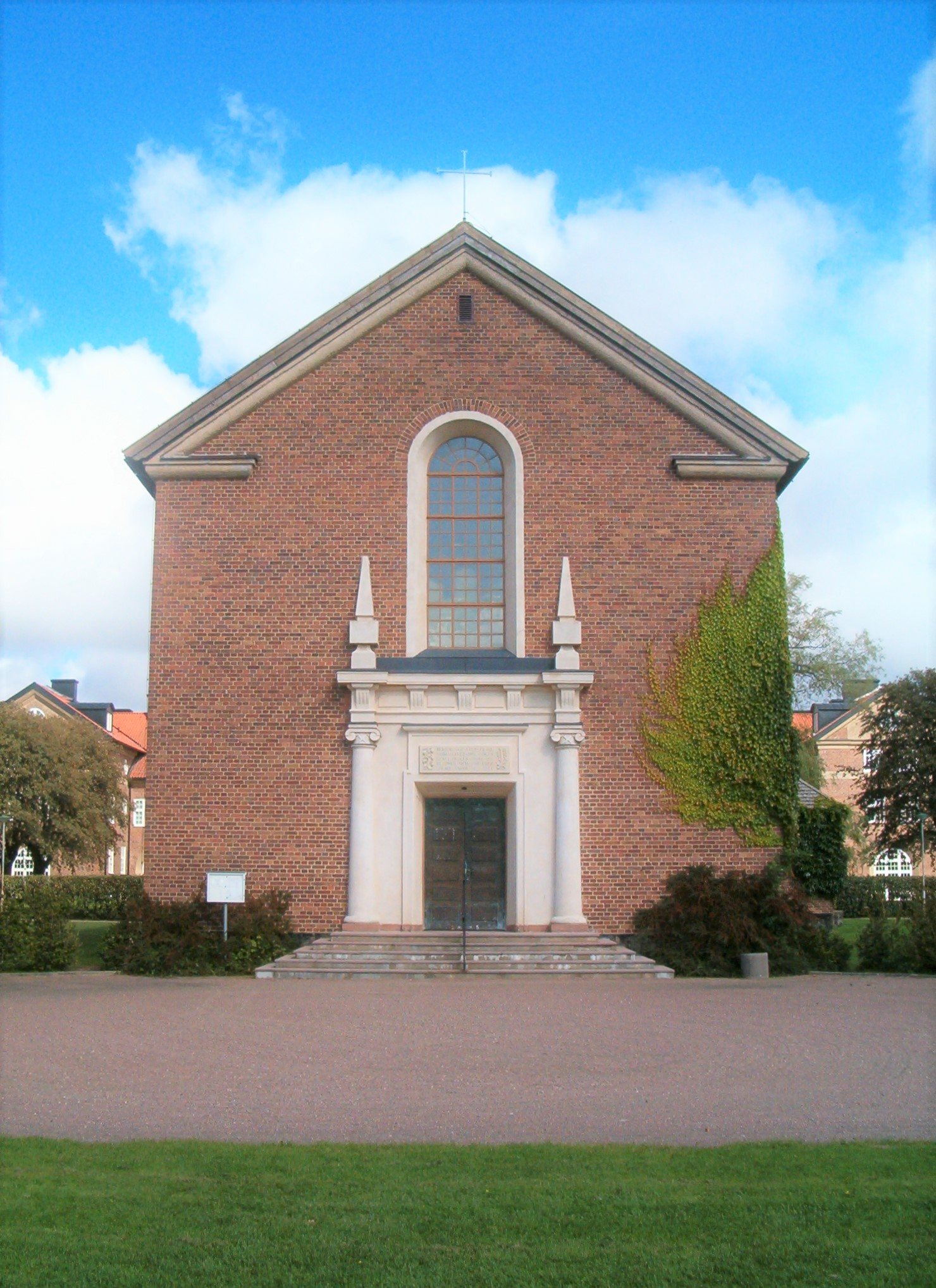
Sankt Andreas kyrka

Församlingshuset, som är beläget vid hörnet Södra Storgatan/Prästgatan, uppfördes 1942 efter ritningar av Rune Welin.

## Kyrkoherdar (Series Pastorum)
| - Olof Biug, runt 1530-talet - Jakob Hansen, 1500-talet - Christen Poulsen, 1500-talet - Peder Rasmussen, 1500-talet - Niels Mikkelsen, slutet av 1500-talet - Mikkel Olofsen, början av 1600-talet (till 1612) - Niels Mikkelsen Aalborg, början av 1600-talet - Hans Arnoldsen de Fine, början av 1600-talet - Anders Pedersen Gemzö, 1637–1650 - Jakob Madsen Husvig, 1650 - Ernst Ernstsen Baden, 1650 - Thorkil Thuesen, 1655–1664 | - Jakob Lauridsen Kiöge –1672 - Hans Fredriksen Hiort, –1678 - Andreas Schartow, 1682 - Nils Agrell, 1691 (tillträdde ej) - Gilius Achtschilling, 1692–1698 - Johannes Sundius, 1698–1701 - Olaus Orstadius, 1702–1707 - Olaus Troilius, 1707–1710 - Hans Jacobaeus 1710 - Johannes Carlqvist, 1712–1724 - Jöns Rönbeck, 1725–1739 - Sven Trägårdh, 1739–1773 | - Hans Bergeström, 1774–1784 - Elias Follin, 1785–1819 - Carl Hallbeck, 1820–1845 - Peter Wieselgren, 1848–1857 - Holjer Witt, 1858–1889 - Claës Johansson, 1893–1924 - Sigurd Westman, 1927–1949 - Alexander Westin, 1949–1964 - Yngve Kareld, 1964–1975 - Glenn Håkansson, 1975–1998 - Gudrun Erlanson, 1998–2013 |

## Organister[6]
| Ämbetstid    | Namn                          | Levnadstid | Övrigt   |
| ------------ | ----------------------------- | ---------- | -------- |
| –1633        | Okänd                         |            | Organist |
| 1633–1641    | Johannes Buxtehude            | 1602–1674  | Organist |
| 1657/58–1660 | Dietrich Buxtehude            | 1637–1707  | Organist |
| 1690–1701    | Lorenz Petresk                | –1711      | Organist |
| 1713–1718    | Bengt Lidner                  | –1754      | Organist |
| 1718–1723    | Heinrich Christoph Engelhardt | 1694–1765  | Organist |
| 1740–        | Johan Lorenz Zoll             | –1776      | Organist |
| –1809        | Kilian Zoll                   |            | Organist |